# Alcis mesorthina
Alcis mesorthina là một loài bướm đêm trong họ Geometridae.